# Hōjō (Ehime)
La Ciudad de Hojo (北条市 Hōjō-shi?) fue una ciudad que se encontraba en la Región de Chuyo (中予地方 Chūyo-chihō?) de la Prefectura de Ehime. Estaba ubicada al norte de la Ciudad de Matsuyama sobre las costas del Mar Interior de Seto.

## Características
En su momento limitaba con la Ciudad de Matsuyama, los pueblos de Tamagawa y Kikuma del Distrito de Ochi (en la actualidad ambos forman parte de la Ciudad de Imabari) y el Pueblo de Nakajima del Distrito de Onsen (actualmente es parte de la Ciudad de Matsuyama).
El 1° de enero de 2005 fue absorbida junto al Pueblo de Nakajima por la Ciudad de Matsuyama, poniendo punto final a su historia.
Ocupa la porción occidental de la Península de Takanawa y hacia el oeste se extiende el Mar Interior de Seto. La llanura se extiende entre esta última y una zona de montañas bajas, pero entre lo que fue la Ciudad de Hojo y la Ciudad de Matsuyama hay elevaciones que la separaban de la Llanura de Dogo. Debido a la existencia de pendientes suaves, hay muchos campos de golf que de por sí no son muy comunes en la Prefectura, y son utilizados por mucha gente que venía desde la Ciudad de Matsuyama.

## Origen del nombre
De acuerdo a un escrito que se conserva en el Templo de Shusho (宗昌寺 Shūshō-ji?) en esta zona se aplicó un sistema de división de tierras y se dice que el nombre de Hojo (北条 Hōjō?) proviene de él. Como prueba de ello también existe la Ciudad de Saijo (que significa "Jo Oriental"), pero no hay registros de zonas llamadas Tojo (東条 Tōjō?) ni Nanjo (南条 Nanjō?).

## Clima
El clima es mediterráneo y la temperatura media anual es de 16 °C, con una precipitación media anual de unos 900 mm. Es muy raro que se produzca acumulación de nieve y también es muy difícil que se vea afectada por la influencia directa de los tifones.

## Accesos
La Línea Yosan de la Japan Railways atravesaba la ciudad. Las estaciones fueron 6: Asanami (浅海駅 Asanami-eki?), Ooura (大浦駅 Oo'ura-eki?), Iyohojo (伊予北条駅 Iyohōjō-eki?), Iyohojo (伊予北条駅 Iyohōjō-eki?), Yanagihara (柳原駅 Yanagihara-eki?), Yanagihara (柳原駅 Yanagihara-eki?), Awai (粟井駅 Awai-eki?), y  Koyodai (光洋台駅 Kōyōdai-eki?). 
La ruta principal es la Ruta Nacional 196, que la comunicaba con las ciudades de Matsuyama e Imabari bordeando la costa.

## Historia
- En la época de los Han (藩?) el área estuvo repartida entre los Han de Matsuyama (松山藩 Matsuyama-han?) y Oozu (大洲藩 Oozu-han?), pero por un intercambio de tierras, pasó a ser en su totalidad parte de la primera.
- Alrededor de 1890 se forma la Villa de Hojo (北条村 Hōjō-mura?) por la fusión de los distritos de Hojo (北条 Hōjō?), Tsuji (辻?), Doteuchi (土手内?) y Aijima (安居島?).
- 1898: el 28 de noviembre asciende a la categoría de Pueblo de Hojo (北条町 Hōjō-chō?).
- 1951: el 1° de abril absorbe las villas de Nanba (難波村 Nanba-mura?) y Masaoka (正岡村 Masaoka-mura?).
- 1955: el 31 de marzo absorbe las villas de Asanami (浅海村 Asanami-mura?), Tateiwa (立岩村 Tate'iwa-mura?), Kono (河野村 Kōno-mura?) y Awai (粟井村 Awai-mura?).
- 1958: el 1° de noviembre el Pueblo de Hojo pasa a ser Ciudad de Hojo.
- 1965: se concluyen las obras de mejoramiento del trayecto de la Ruta Nacional 196 que la comunicaba con la Ciudad de Matsuyama.
- 1977: vuelve a contar con más de 30.000 habitantes.
- 1990: se electrifica el tramo Estación Iyohojo (伊予北条駅 Iyohōjō-eki?) - Estación Iyoshi (伊予市駅 Iyoshi-eki?), de la Línea Yosan de la JR.
- 2005: el 1° de enero junto al Pueblo de Nakajima (中島町 Nakajima-chō?) del ya desaparecido Distrito de Onsen pasan a formar parte de la Ciudad de Matsuyama.

## Gobierno

### Shicho
El último Shicho (市長 Shichō?) de la Ciudad de Hojo, debido a una absorción por parte de la Ciudad de Matsuyama, fue Junji Ide (井手順二 Ide Junji?).

### Fusión de la Era Heisei
La Ciudad de Hojo tomó la iniciativa para buscar fusionarse con la Ciudad de Matsuyama, ya que las zonas urbanas era contiguas. Además estaban comunicadas por medio de la Ruta Nacional 196 y la Línea Yosan de la Japan Railways, por lo que el tráfico de estudiantes y trabajadores era intenso entre ambas. En el 2002 se realizó una encuesta en la que alrededor del 60% se mostró a favor de la fusión. El gobierno de la Ciudad venía advirtiendo de que las finanzas de la Ciudad de Hojo iban a desmejorar si no se llevaba a cabo la fusión, pero entre sus habitantes esa situación no pareció tan evidente. También es cierto que estaban quienes temían que la absorción de parte de la Ciudad de Matsuyama significara una disminución significativa de su autonomía.
A pesar de que se integró junto al Pueblo de Nakajima a la Ciudad de Matsuyama, no hubo deliberaciones con el Pueblo de Nakajima dado que la Ciudad de Matsuyama era en último término la responsable de proceder o rechazar la fusión. De parte de la Ciudad de Matsuyama se le solicitó que definiera el futuro tratamiento que se le daría al Centro de Deportes de Hojo (北条スポーツセンター Hōjō Supōtsu-sentā?) y al Hospedaje Público (国民宿舎 Kokumin-shukusha?). Finalmente en mayo de 2003 definió que el Centro de Deportes de Hojo sería traspasado a la Ciudad de Matsuyama y el Hospedaje Público dejaría de funcionar, permitiendo continuar de esta manera con el proceso previo a la fusión.